# Madeleine Peyroux
Madeleine Peyroux (ur. 18 kwietnia 1974 w Athens w stanie Georgia) – amerykańska wokalistka jazzowa, gitarzystka i autorka utworów muzycznych. Śpiewa w charakterystycznym stylu, przypominającym Billie Holiday.

## Życiorys
Peyroux urodziła się w stanie Georgia, a dorastała w Kalifornii, Nowym Jorku i Paryżu. Zaczęła śpiewać w wieku piętnastu lat, po "odkryciu" muzyków ulicznych w Dzielnicy Łacińskiej w Paryżu. Przyłączyła się do grupy zwanej Riverboat Shufflers, najpierw chodząc wśród publiczności z kapeluszem na datki, a następnie śpiewając. W wieku szesnastu lat dołączyła do grupy Lost Wandering Blues and Jazz Band, wraz z którą jeździła po Europie wykonując utwory Fatsa Wallera, Billie Holiday, Elli Fitzgerald i innych, co stanowiło później bazę dla jej debiutanckiego albumu Dreamland.
Dreamland wydany został w 1996 roku i zyskał szeroką popularność. Tygodnik "Time" określił go jako "najbardziej ekscytujące i przykuwające uwagę wykonanie wokalne artysty-debiutanta w tym roku". W nagraniach do albumu wzięła udział cała plejada doborowych muzyków, m.in. Cyrus Chestnut, Leon Parker, Vernon Reid, Marc Ribot i James Carter. Peyroux wkrótce zaczęła dawać występy poprzedzające koncerty Sarah McLachlan i Cesárii Évory, pojawiała się również na festiwalach jazzowych i podczas serii koncertów wokalistek pod nazwą Lilith Fair firmowanej przez Sarę McLachlan.
Kolejne sześć lat Peyroux spędziła muzykując na ulicach paryskich i niekiedy występując w Stanach Zjednoczonych w klubach, pędząc dość spokojne życie z dala od centrum uwagi. Nadal brała udział w nagraniach innych artystów, lecz w klubach pojawiała się rzadko pod własnym nazwiskiem. W maju 2002 roku przyłączyła się do multiinstrumentalisty Williama Galisona i wspólnie zaczęli koncertować. W 2003 roku nagrali wspólnie EPkę zatytułowaną Got You on My Mind, którą sprzedawali podczas koncertów oraz w Internecie.
Następny firmowany własnym nazwiskiem album, Careless Love (zawierający z jednym wyjątkiem covery m.in. Cohena, Williamsa, Dylana), Peyroux nagrała dopiero w 2004 roku we wrześniu. Zyskał on również bardzo przychylne recenzje i sprzedał się w milionie egzemplarzy (do marca 2006). Pojawiła się również na wydanej w tym samym miesiącu, a wzbogaconej o cztery nagrania Galisona, wersji EP Got You on My Mind.
We wrześniu 2006 wydała kolejny album pt. Half the Perfect World.

## Dyskografia
- 1996 – Dreamland
- 2004 – Got You on My Mind, z Williamem Galisonem
- 2004 – Careless Love
- 2006 – Half the Perfect World
- 2009 – Bare Bones
- 2011 – Standing On the Rooftop
- 2013 - The Blue Room
- 2014: Keep Me in Your Heart for a While: Best of Madeline Peyroux
- 2016: Secular Hymns
- 2018: Anthem
- 2024: Let's Walk